# Darkroom – Tödliche Tropfen
Darkroom – Tödliche Tropfen ist ein deutsches Krimidrama aus dem Jahr 2019 von Rosa von Praunheim mit Božidar Kocevski, Heiner Bomhard und Katy Karrenbauer in den Hauptrollen. Der Film basiert auf wahren Verbrechen, die sich maßgeblich im Jahr 2012 in Berlin ereignet haben.

## Handlung
Nachdem sich Lars, ein Krankenpfleger, und Roland in einem Schwulenclub in Saarbrücken kennengelernt haben, ziehen die beiden nach Berlin. Dort kommt Lars zum ersten Mal in Kontakt mit Liquid Ecstasy. Schon kurz darauf begeht er seinen ersten Mord an einem ehemaligen Freund von Roland und tötet anschließend weiter, indem er seinen Opfern eine Überdosis Liquid Ecstasy verabreicht. So finden in Berlin 2012 innerhalb eines Zeitraums von drei Wochen drei Männer ihren Tod, zwei weitere überleben, weil schnell genug Hilfe eintrifft. Nachdem Lars mit den Kreditkarten seiner Opfer bezahlt hat, kann er von den Behörden gefasst werden. Etwa ein Jahr später wird Lars von einem Gericht unter Feststellung der besonderen Schwere seiner Schuld zu einer lebenslangen Haftstrafe verurteilt, begeht jedoch Selbstmord in der Justizvollzugsanstalt.

## Notizen
Uraufgeführt wurde der TV- und Kinofilm 2019 in Kooperation mit dem Goethe-Institut beim größten queeren Filmfestival Spaniens FIRE!! in Barcelona. Der Film wurde unter anderem auf queeren Filmfestivals in Paris, Florenz, Brüssel, Chicago und Mexiko-Stadt gezeigt, aber auch in Deutschland, zum Beispiel bei den Lesbisch Schwulen Filmtagen in Hamburg, beim Queerfilm Festival in Bremen, beim Queer-Streifen-Filmfestival in Regensburg und bei der Queeren Filmwoche in Leipzig. Seine Deutschland-Premiere feierte Darkroom – Tödliche Tropfen 2019 beim Filmfest Hamburg, wo er für den Art Cinema Award nominiert wurde. 2020 lief das Krimidrama als Eröffnungsfilm des Festivals Max Ophüls Preis in Saarbrücken. Im
Fernsehen wurde Darkroom – Tödliche Tropfen erstmals 2021 von Arte ausgestrahlt.

## Rezeption
Der Film wurde überwiegend positiv von der Kritik aufgenommen: „In seinem neuen Film befasst sich Kultregisseur Rosa von Praunheim mit einem wahren Kriminalfall aus jüngster Vergangenheit und macht daraus einen spannenden Film.“ (Queer.de) Auch die schauspielerische Leistung der Hauptdarsteller wurde gewürdigt: „Rosa von Praunheim hält sich in seinem beunruhigenden Spielfilm sehr genau an die damals ausführlich berichteten Fakten. [...] Der Regisseur kann sich dabei auf zwei glänzende, junge Darsteller stützen: Bozidar Kocevski vom Deutschen Theater als Lars und Heiner Bombard als sein nichts ahnender Freund Roland.“ (Radio Eins) Die Berliner Morgenpost ging auch auf den queeren Aspekt des Films ein: „Nach 50 Jahren schwuler Emanzipation, an der er entscheidend mitgearbeitet hat, könne man auch mal einen ‚bösen Schwulen‘ zeigen, findet Rosa von Praunheim. Und legt nun mit Darkroom – Tödliche Tropfen so etwas wie eine schwule Version von Der Goldene Handschuh vor.“ „Rosa von Praunheim weiß, was Schwule bewegt. Mit 78 Jahren überblickt er die aktuellen Befindlichkeiten und Tragödien seiner Community immer noch wie kein Anderer.“ (nd) „Rosa von Praunheim hat hier ein ebenso interessantes wie erschreckendes Thema in der Hand und bringt seinen Underground-Touch hinein. [...] Ein dunkler und kompromissloser Trip, der bis ans Ende der Dunkelheit geht“, schrieb der französische Filmkritiker Gaspard Granaud.